# Parlamentní volby ve Švédsku 2018
Parlamentní volby ve Švédsku v roce 2018 se konaly dne 9. září.

## Pozadí voleb
V předcházejícím období vládla menšinová vláda švédské Sociální demokracie s ministerským předsedou Stefanem Löfvenem, spolu s koaličním partnerem, jímž byla ekologická Strana zelených. Tzv. „rudo-zelený blok“ podporovala ještě Levicová strana, která je ale v opozici.
Ve volbách stála proti vládnoucímu rudozelenému bloku tzv. Aliance, blok čtyř středových a pravicových nesocialistických stran (konzervativně-liberální Umírnění, Křesťanští demokraté, Strana středu a Liberální lidová strana). Vedle zmíněných dvou stranických bloků byla dalším významným volebním uskupením nacionalistická strana Švédští demokraté.
Volby skončily patem. Ve volbách zvítězili Sociální demokraté, kteří poprvé od roku 1920 obdrželi méně než 30 % hlasů. Žádnému z obou stranických bloků se vlivem zisku Švédských demokratů nepodařilo dosáhnout nadpoloviční většiny mandátů.

## Celkové výsledky voleb
| Politická strana                                           | Počet hlasů | Procent | Mandátů | +/- |
| ---------------------------------------------------------- | ----------- | ------- | ------- | --- |
| Sociální demokraté                                         | 1 836 386   | 28,26   | 100     | -13 |
| Umírněná strana                                            | 1 284 698   | 19,84   | 70      | -14 |
| Švédští demokraté                                          | 1 135 627   | 17,53   | 62      | +13 |
| Strana středu                                              | 557 500     | 8,61    | 31      | +9  |
| Levicová strana                                            | 518 454     | 8,00    | 28      | +7  |
| Křesťanští demokraté                                       | 409 478     | 6,32    | 22      | +6  |
| Liberální strana                                           | 355 546     | 5,49    | 20      | +1  |
| Strana zelených                                            | 285 899     | 4,41    | 16      | -9  |
| Feministická iniciativa                                    | 29 665      | 0,46    | 0       | 0   |
| Ostatní strany                                             | 69 472      | 1,07    | 0       | 0   |
| Celkem platných hlasů                                      | 6 476 725   | 100     | 349     |     |
| Neplatné hlasy                                             | 58 546      |         |         |     |
| Celkem odevzdaných hlasů/účast                             | 6 535 271   | 87,18   |         |     |
| Zdroj: Val.se Archivováno 17. 12. 2018 na Wayback Machine. |             |         |         |     |